# Leakeyornis
Leakeyornis — вимерлий рід фламінго з раннього та середнього міоцену Кенії, переважно в районі сучасного озера Вікторія. Спочатку описаний як вид Phoenicopterus на основі неповного черепа та різних кісток кінцівок, пізніше виявилося, що він демонструє суміш ознак, виявлених у сучасних родах фламінго, і згодом віднесений до власного роду. Він містить один вид, Leakeyornis aethiopicus.